# アマハゲ
アマハゲは、山形県飽海郡遊佐町吹浦の浦通り地区（女鹿、滝ノ浦、鳥崎）に伝わる小正月の伝統行事。遊佐の小正月行事（ゆざのこしょうがつぎょうじ）の名称で1999年（平成11年）12月21日に国の重要無形民俗文化財に指定され、2018年（平成30年）11月19日にはユネスコ無形文化遺産に「来訪神・仮装の神々」として登録された。

## 概要
現在は毎年1月に行われ日ごとに違う。1日に滝ノ浦、3日に女鹿、6日に烏崎の各集落で行われる。秋田県男鹿半島のなまはげによく似た民俗行事で、鬼の面をかぶったアマハゲが勤労を奨めたり、お年寄りの長寿を願う。

### ナマハゲとの違い
ナマハゲは異形の仮面をつけるのに対し、アマハゲは鬼や翁の仮面をつける。また、「ケンダン」という藁を何重にも重ねた蓑を身にまとう。高い裏声を出しながら家々を巡るのが特徴的である。